# 오즈와우두 지 올리베이라
오즈와우두 지 올리베이라 필류(포르투갈어: Oswaldo De Oliveira Filho, 1950년 12월 5일 ~ )는 브라질 출신의 축구 감독이다. 현재 브라질 세리에 A에서 보타포구 FR의 감독을 맡고 있으며, 과거 가시마 앤틀러스의 피지컬 코치를 맡았던 와우데마르 레모스 지 올리베이라의 형이다.
그는 1999년 브라질 축구 국가대표팀으로 반데를레이 루셈부르구 감독이 떠난 뒤 SC 코린치안스 파울리스타의 감독으로 활약하였으며, 2000년 상파울루 주 대회와 브라질 세리에 A에서 동시에 우승을 차지한 뒤 그 해 FIFA 클럽 월드컵에서도 우승컵을 들어올려 FIFA 클럽 월드컵 역사상 최초의 우승팀 감독이 되었다.
이후 브라질 세리에 A의 강호 바스쿠 다 가마, 플루미넨시 FC, 상파울루 FC, CR 플라멩구, EC 비토리아, 산투스 FC, 플루미넨시 FC, 크루제이루 EC 등에서 사령탑 역할을 맡았으며, 2005년에 잠시 동안 카타르 리그의 알아흘리 도하의 감독을 맡았다. 2002년 상파울루 FC에서 상파울루 주 대회 우승을 경험하기도 하였다.
그 뒤 2007년부터 J리그의 가시마 앤틀러스 감독에 취임하였으며, 취임 첫 해부터 2009년까지 우승하여 J리그 최초로 3연패를 달성하였다. 2007년 천황배 전일본 축구 선수권 대회에서 우승컵을 들어올렸으며, 2009년과 2010년 일본 슈퍼컵 우승을 차지하였다. 그는 2007년부터 2009년까지 사상 최초로 J리그 올해의 감독상을 3번 수상한 감독이 되었고, 2011년 시점에 J리그 사상 최다의 일본 국내 타이틀(J리그·천황배·제록스 슈퍼 컵)을 획득하였던 감독이었다.

## 수상 경력
- SC 코린치안스 파울리스타
  - 2000년 브라질 세리에 A 우승
  - 2000년 상파울루 주 대회 우승
  - 2000년 FIFA 클럽 월드컵 우승
- 상파울루 FC
  - 2002년 상파울루 주 대회 우승
- 가시마 앤틀러스
  - 2007년 ~ 2009년 J리그 우승
  - 2007년 천황배 전일본 축구 선수권 대회 우승
  - 2009년 ~ 2010년 J일본 슈퍼컵 우승